# Antaxius kraussii
Antaxius kraussii är en insektsart som först beskrevs av Bolívar, I. 1878.  Antaxius kraussii ingår i släktet Antaxius och familjen vårtbitare. Inga underarter finns listade i Catalogue of Life.